# Ramón de Campoamor
Ramón de Campoamor y Campoosorio (Navia, 24 settembre 1817 – Madrid, 11 febbraio 1901) è stato un poeta, drammaturgo e filosofo spagnolo.

## Biografia

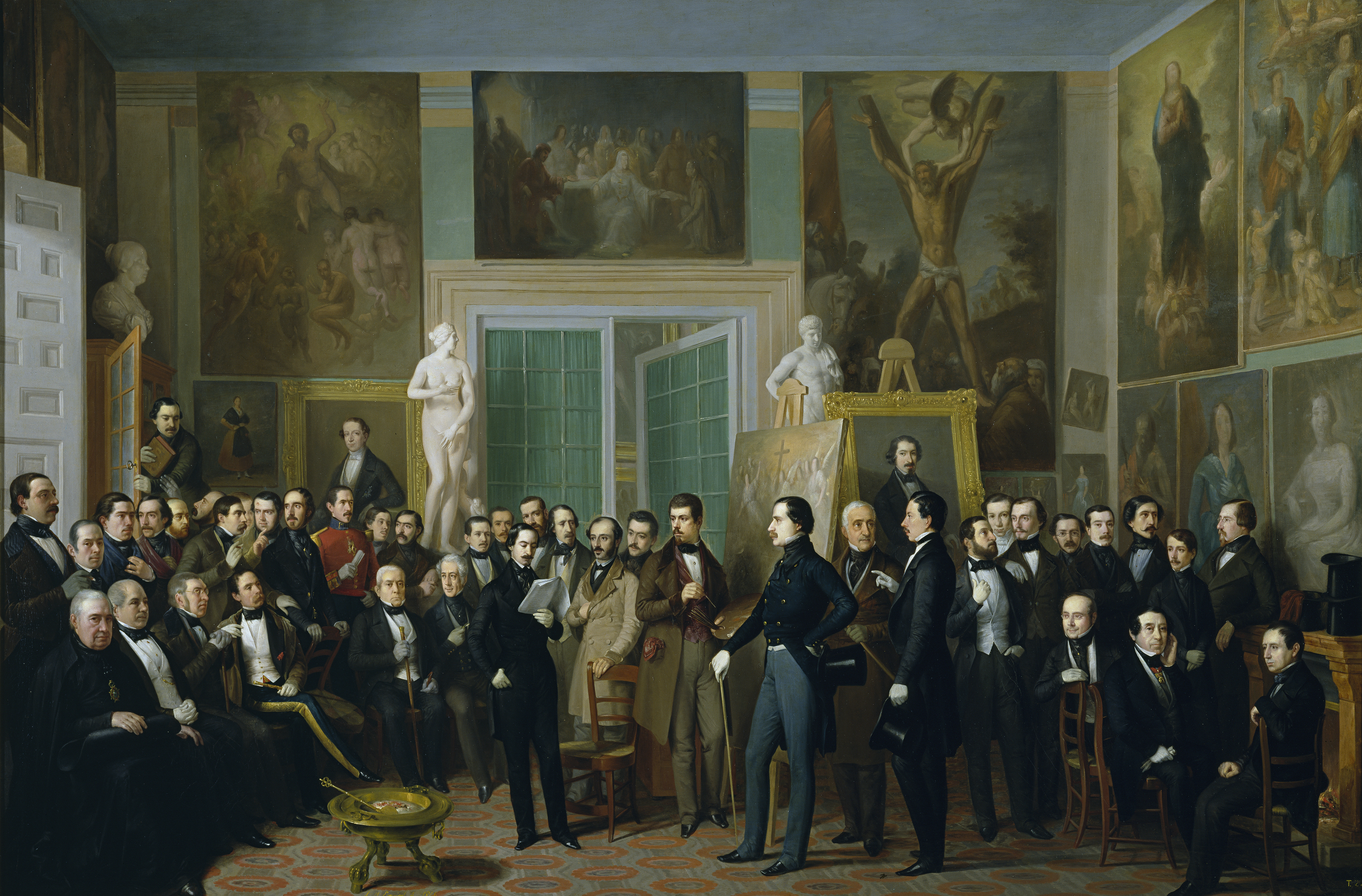
Ramón de Campoamor ritratto nel Los Poetas contemporáneos di Antonio María Esquivel, 1846, Museo del Prado, Madrid

Da piccolo venne educato prevalentemente dalla zia materna che lo incitò ad impegnarsi in studi letterari. All'età di nove anni incominciò i suoi studi secondari presso Puerto de Vega dove trascorse la sua adolescenza.
Seguì quindi un corso di filosofia a Santiago di Compostela; di logica e matematica, presso il convento di Santo Tomás di Madrid.
Dopo aver rinunciato all'idea di entrare a far parte dei Gesuiti, si iscrisse alla facoltà di Medicina madrilena, riuscendo nello stesso tempo ad incanalare la sua passione politica all'interno del partito moderato.
Negli anni seguenti ottenne diversi incarichi istituzionali, come quello di governatore di Alicante e di Valencia, quello di alto funzionario, di deputato e di docente universitario.
Le sue tendenze conservatrici si acuirono con il tempo e il suo libro Polémicas con la Democracia (1862), indicò le sue definitive opinioni ed i suoi ideali politici.

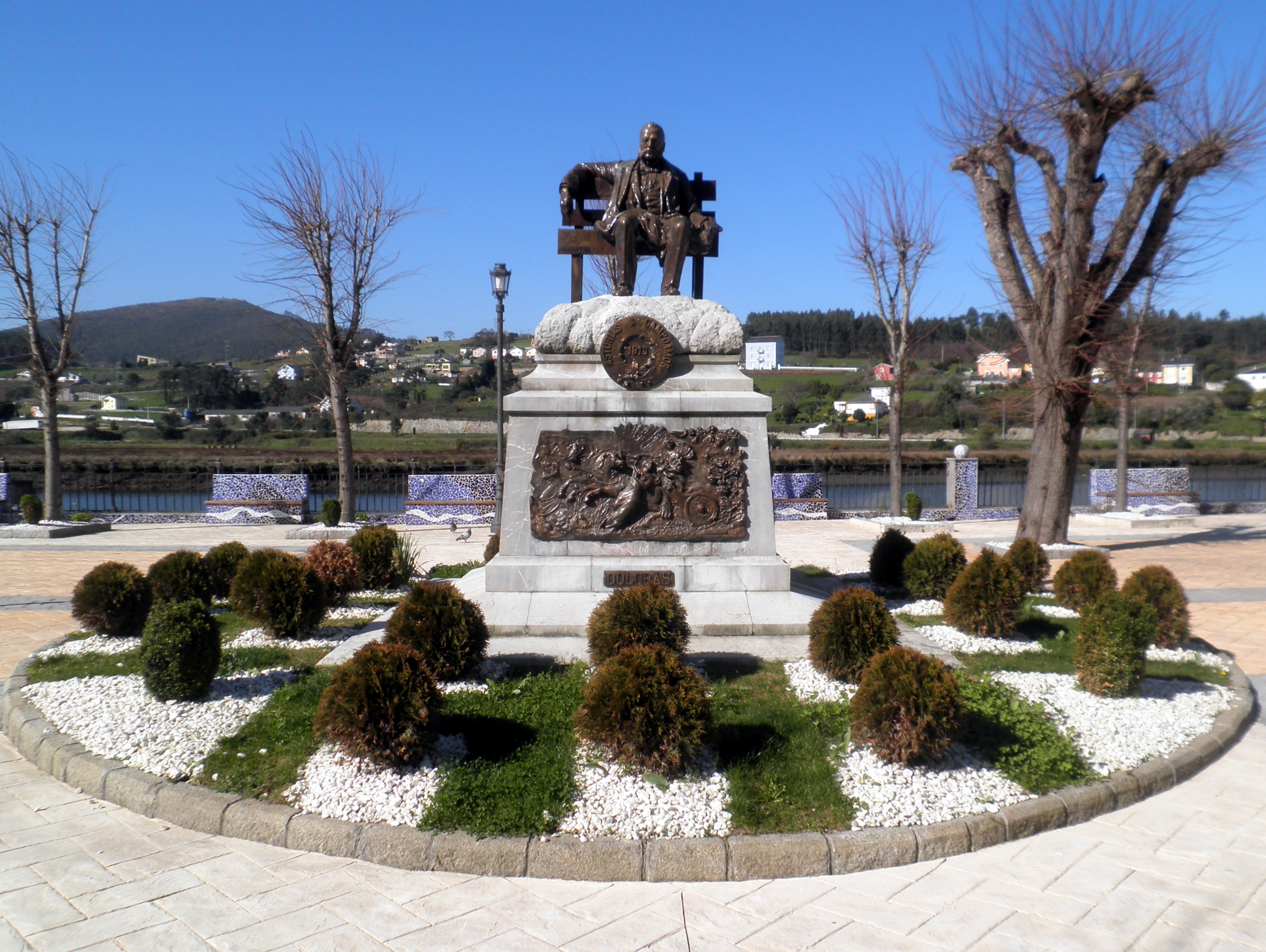
Monumento a Ramón de Campoamor nella città natìa

Il suo esordio letterario risalì al 1837 per quanto riguarda la critica, grazie alla collaborazione con i periodici El Alba, No me olvides e Las Musas, cui seguirono gli incarichi di redattore con El Correo Nacional (1838) ed El Español (1845) e di direttore dell'El Estado (1856).
Invece la sua carriera di poeta incominciò nel 1840, quando il Lyceum di Art e Letteratura madrileno pubblicò il suo Ternezas y flores, una collezione di idilli ed elegie, apprezzata soprattutto per la struttura tecnica ineccepibile; una buona accoglienza riscosse la sua opera intitolata Ayes del Alma (1842).
Con Fábulas morales y politicas (1842) e Dolores (1845), lo scrittore mutò parzialmente toni e contenuti, indirizzandosi verso una lirica moraleggiante, che rinsaldò un certo successo sia di pubblico sia di critica.
Campoamor tentò di sviluppare sia un ambizioso poema epico in ottave intitolato Colón (1853), ispirato alla vita ed alle imprese di Cristoforo Colombo, sia un poema simbolico come El drama universal, una sorta di leggenda narrante gli sviluppi del secolo, ma i risultati non furono entusiasmanti.
Campoamor si dedicò al teatro, elaborando interessanti drammi sperimentali, quali El Palacio de la Verdad (1871), Dies Irae (1873), El Honor (1874) e Glorias Humanas (1885), ma si mise in evidenza soprattutto con importanti saggi metafisici e filosofici nei quali definì la sua posizione critica: La Filosofia de las leyes (1846), El personalismo, apuntes para una filosofía (1855), La metafísica limpia, fija y da esplendor al lenguaje (1862), Lo Absoluto (1865) e El Ideísmo (1883), furono i più significativi.
La vena creatrice e le intenzioni letterarie di Campoamor, espresse nel libro Poética (1883), perseguirono come via alternativa al dilagante sentimentalismo proposto dai romantici, una letteratura incentrata sulle riflessioni, sulle idee e sui contenuti, talvolta però difettosi di originalità e slancio.
Lo stesso Campoamor autodefinì le sue liriche come "dramatic humorada" e "pequeño poema", anche se la mescolanza umoristica, filosofica, poetica dei suoi scritti può anche essere vista come una rivisitazione di antiche forme letterarie, intrisa di una vena malinconica, non mancante di saldature con il misticismo e nemmeno di aperture ad una visione scettica ed epicurea della natura.
Grande ammiratore dell'attrice spagnola Maria Álvarez Tubau, firmò nel 1891, insieme a José Zorrilla, Nuñez de Arce, Emilio Castelar e José de Echegaray, oltre ad altri giornalisti, politici e intellettuali, un documento in cui definiva la Tubau "Dottoressa in Arte Drammatica".

## Opere
- Obras completas (Madrid 1901-1903, 8 vols.)
- Obras poéticas completas, 1949, 1951, 1972.

### Teatro
- Una mujer generosa, commedia in due atti, 1838.
- El castillo de Santa María (1838)
- Una mujer generosa, commedia.
- La fineza del querer
- El hijo de todos
- Guerra a la guerra, 1870.
- El hombre Dios (1871), dramma sacro.
- Jorge el guerrillero, scritta in collaborazione con Navarro
- Moneda falsa, commedia.
- Cuerdos y locos, 1887, commedia.
- Dies irae (1873), dramma.
- Las penas del purgatorio (1878), scritto con Fuentes.
- Cómo rezan las solteras, monologo.
- El amor o la muerte, monologo.
- El confesor confesado, monologo.

### Poesie
- Ternezas y flores, versi romantici, 1838.
- Ayes del alma, 1842.
- Fábulas originales, 1842.
- Doloras, 1846.
- Poesías y fábulas, 1874.
- El drama universal, 1853.
- Colón 1853.
- El licenciado Torralba poema in otto canti.
- Pequeños poemas (1872-1874)
- Los buenos y los sabios: poema in cinque canti, 1881.
- Humoradas (1886-1888).
- Don Juan: pequeño poema, 1886.
- Los amores de una santa: poema en cartas, 1886.
- Fábulas completas, 1941.

### Filosofía
- Filosofía de las leyes (1846)
- El personalismo, apuntes para una filosofía (1855)
- La metafísica limpia, fija y da esplendor al lenguaje (1862)
- Lo absoluto (1865)
- Poética (1883)
- El ideísmo (1883)
- La originalidad y el plagio
- Sócrates
- La Metafísica y la poesía ante la ciencia moderna
- Sobre el panenteísmo.

## Altre opere
- Historia crítica de las Cortes reformadoras, 1837.
- Los manuscritos de mi padre: novela original, 1842.
- Polémicas, 1862.
- Discursos parlamentarios
- Polémicas con la democracia
- Cánovas, 1884.
- "Prólogo" a La Mujer, di Severo Catalina.
- "Prólogo" a le Fábulas di Antonio Campos y Carreras.
- "Prólogo" a Cosas del Mundo.